# Campionati italiani primaverili di nuoto 1979
I ventiseiesimi campionati italiani primaverili di nuoto si sono svolti a Roma dal 9 al 11 marzo 1979. È stata utilizzata la vasca da 50 metri.

## Podi

### Uomini
| Evento               | Oro                                                                        | Tempo   | Argento                                                                             | Tempo   | Bronzo                                                                     | Tempo   |
| Stile libero         |                                                                            |         |                                                                                     |         |                                                                            |         |
| 100 m                | Marcello Guarducci                                                         | 51"4    | Paolo Revelli                                                                       | 53"0    | Luca Vangelista                                                            | 53"4    |
| 200 m                | Paolo Revelli                                                              | 1'53"1  | Giorgio Quadri                                                                      | 1'54"4  | Marcello Guarducci                                                         | 1'55"3  |
| 400 m                | Federico Silvestri Giorgio Quadri                                          | 3'59"9  |                                                                                     | -       | Giovanni Nagni                                                             | 4'08"6  |
| 1500 m               | Federico Silvestri                                                         | 15'56"5 | Giovanni Nagni                                                                      | 16'00"4 | Giorgio Quadri                                                             | 16'17"2 |
| Dorso                |                                                                            |         |                                                                                     |         |                                                                            |         |
| 100 m                | Stefano Bellon                                                             | 1'00"8  | Salvatore Nania                                                                     | 1'00"9  | Daniele Cerabino                                                           | 1'01"3  |
| 200 m                | Stefano Bellon                                                             | 2'08"7  | Daniele Cerabino                                                                    | 2'11"0  | Marco Colombo                                                              | 2'12"5  |
| Rana                 |                                                                            |         |                                                                                     |         |                                                                            |         |
| 100 m                | Giorgio Lalle                                                              | 1'06"1  | Cesare Fabbri                                                                       | 1'07"1  | Carlo Travaini                                                             | 1'08"2  |
| 200 m                | Cesare Fabbri                                                              | 2'25"6  | Giorgio Lalle                                                                       | 2'27"7  | Massimo Trevisan I                                                         | 2'28"5  |
| Farfalla             |                                                                            |         |                                                                                     |         |                                                                            |         |
| 100 m                | Riccardo Urbani                                                            | 57"3    | Emanuele Armellini                                                                  | 57"4    | Fabrizio Rampazzo                                                          | 57"8    |
| 200 m                | Paolo Revelli                                                              | 2'04"7  | Emanuele Armellini                                                                  | 2'05"4  | Fabio Bracaglia                                                            | 2'06"3  |
| Misti                |                                                                            |         |                                                                                     |         |                                                                            |         |
| 200 m                | Paolo Revelli                                                              | 2'09"7  | Marco Fiocchi                                                                       | 2'11"9  | Marco Colombo                                                              | 2'13"2  |
| 400 m                | Paolo Revelli                                                              | 4'35"4  | Marco Dell'Uomo                                                                     | 4'40"0  | Marco Fiocchi                                                              | 4'41"2  |
| Staffette            |                                                                            |         |                                                                                     |         |                                                                            |         |
| 4x100 m stile libero | De Gregorio Pietro Tornaboni Marco Dell'Uomo Riccardo Urbani Paolo Revelli | 3'35"6  | Lazio Nuoto Giorgio Quadri Andrea Ceccarini Carlo Rossato Fabio Bracaglia           | 3'39"2  | Canottieri Aniene Luca Vangelista Santini Luzzietti Marco Fiocchi          | 3'39"9  |
| 4x200 m stile libero | De Gregorio Marco Dell'Uomo Pietro Tornaboni Riccardo Urbani Paolo Revelli | 7'52"3  | Lazio Nuoto Fabio Bracaglia Giorgio Quadri Alessandro Margheritini Andrea Ceccarini | 8'01"2  | Sturla Daniele Cerabino Andrea Calabria Maurizio Santo Maurizio Divano     | 8'06"2  |
| 4x100 m misti        | Nuoto 2000 Stefano Bellon Davide Peloso Marco Tornatore Fabrizio Rampazzo  | 4'00"3  | Sturla Daniele Cerabino Cesare Fabbri Andrea Calabria Maurizio Santo                | 4'01"3  | De Gregorio Paolo Revelli Giancarlo Mauro Riccardo Urbani Pietro Tornaboni | 4'02"3  |

### Donne
| Evento               | Oro                                                                    | Tempo  | Argento                                                                         | Tempo  | Bronzo                                                                         | Tempo  |
| Stile libero         |                                                                        |        |                                                                                 |        |                                                                                |        |
| 100 m                | Cinzia Savi Scarponi                                                   | 59"7   | Carol Galimberti                                                                | 1'00"2 | Roberta Felotti                                                                | 1'00"7 |
| 200 m                | Roberta Felotti                                                        | 2'06"1 | Cinzia Savi Scarponi                                                            | 2'08"7 | Fulvia Cornella                                                                | 2'10"3 |
| 400 m                | Roberta Felotti                                                        | 4'19"9 | Fulvia Cornella                                                                 | 4'29"7 | Maria Grazia Pandini                                                           | 4'29"9 |
| 800 m                | Roberta Felotti                                                        | 8'53"1 | Giuditta Pandini                                                                | 9'13"6 | Maria Grazia Pandini                                                           | 9'16"6 |
| Dorso                |                                                                        |        |                                                                                 |        |                                                                                |        |
| 100 m                | Laura Foralosso                                                        | 1'07"0 | Daniela Ferrini                                                                 | 1'07"6 | Tiziana Bertolani                                                              | 1'07"7 |
| 200 m                | Daniela Ferrini                                                        | 2'22"9 | Tiziana Bertolani                                                               | 2'23"4 | Martina Giuliani                                                               | 2'28"0 |
| Rana                 |                                                                        |        |                                                                                 |        |                                                                                |        |
| 100 m                | Carlotta Tagnin                                                        | 1'14"3 | Manuela Dalla Valle                                                             | 1'17"0 | Monica Bonon                                                                   | 1'17"3 |
| 200 m                | Carlotta Tagnin                                                        | 2'45"9 | Sabrina Seminatore                                                              | 2'46"6 | Manuela Dalla Valle                                                            | 2'47"2 |
| Farfalla             |                                                                        |        |                                                                                 |        |                                                                                |        |
| 100 m                | Cinzia Savi Scarponi                                                   | 1'03"7 | Cinzia Rampazzo Cristina Quintarelli                                            | 1'05"3 |                                                                                | -      |
| 200 m                | Cinzia Savi Scarponi                                                   | 2'17"0 | Carla Di Seri                                                                   | 2'19"4 | Cinzia Rampazzo                                                                | 2'20"2 |
| Misti                |                                                                        |        |                                                                                 |        |                                                                                |        |
| 200 m                | Cinzia Savi Scarponi                                                   | 2'24"1 | Martina Giuliani                                                                | 2'29"0 | Carol Galimberti                                                               | 2'29"2 |
| 400 m                | Manuela Dalla Valle                                                    | 5'08"6 | Giuditta Pandini                                                                | 5'09"7 | Cinzia Rampazzo                                                                | 5'13"5 |
| Staffette            |                                                                        |        |                                                                                 |        |                                                                                |        |
| 4x100 m stile libero | Roma Nuoto Carla Di Seri Silvia Persi Paola Persi Cinzia Savi Scarponi | 4'05"6 | Fiat Ricambi Rosanna Zingaretti Loretta Toja Roberta Pavanello Monica Vallarin  | 4'07"5 | Caronno Pertusella Manuela Dalla Valle Vicentini Rimoldi Carol Galimberti      | 4'10"4 |
| 4x200 m stile libero | Roma Nuoto Cinzia Savi Scarponi Silvia Persi Sterpetti Carla Di Seri   | 8'49"9 | San Donato Stella Pergola Maria Grazia Pandini Giuditta Pandini Roberta Felotti | 8'56"4 | Fiat Ricambi Rosanna Zingaretti Loretta Toja Monica Vallarin Roberta Pavanello | 9'01"3 |
| 4x100 m stile misti  | Roma Nuoto Manuela Carosi Corradi Cinzia Savi Scarponi Silvia Persi    | 4'33"3 | De Gregorio Daniela Residori Michela La Pietra Cristina Quintarelli Antonelli   | 4'36"1 | Caronno Pertusella Carol Galimberti Manuela Dalla Valle Mariani Vicentini      | 4'37"3 |